# Astrocaryum vulgare
Astrocaryum vulgare es una especie de palmera (Arecaceae) de poca altura, originaria de la selva lluviosa de Brasil, típica del estado de Pará, que se caracteriza por tener el tallo cubierto de muchas espinas. Esta planta tiene fruta comestible y también se utiliza para la producción de biodiésel. Esta planta se cita en Flora Brasiliensis de Carl Friedrich Philipp von Martius. En Venezuela se la denomina cumare. En Ecuador se la conoce como chontilla y está presente en la Amazonía y Costa.

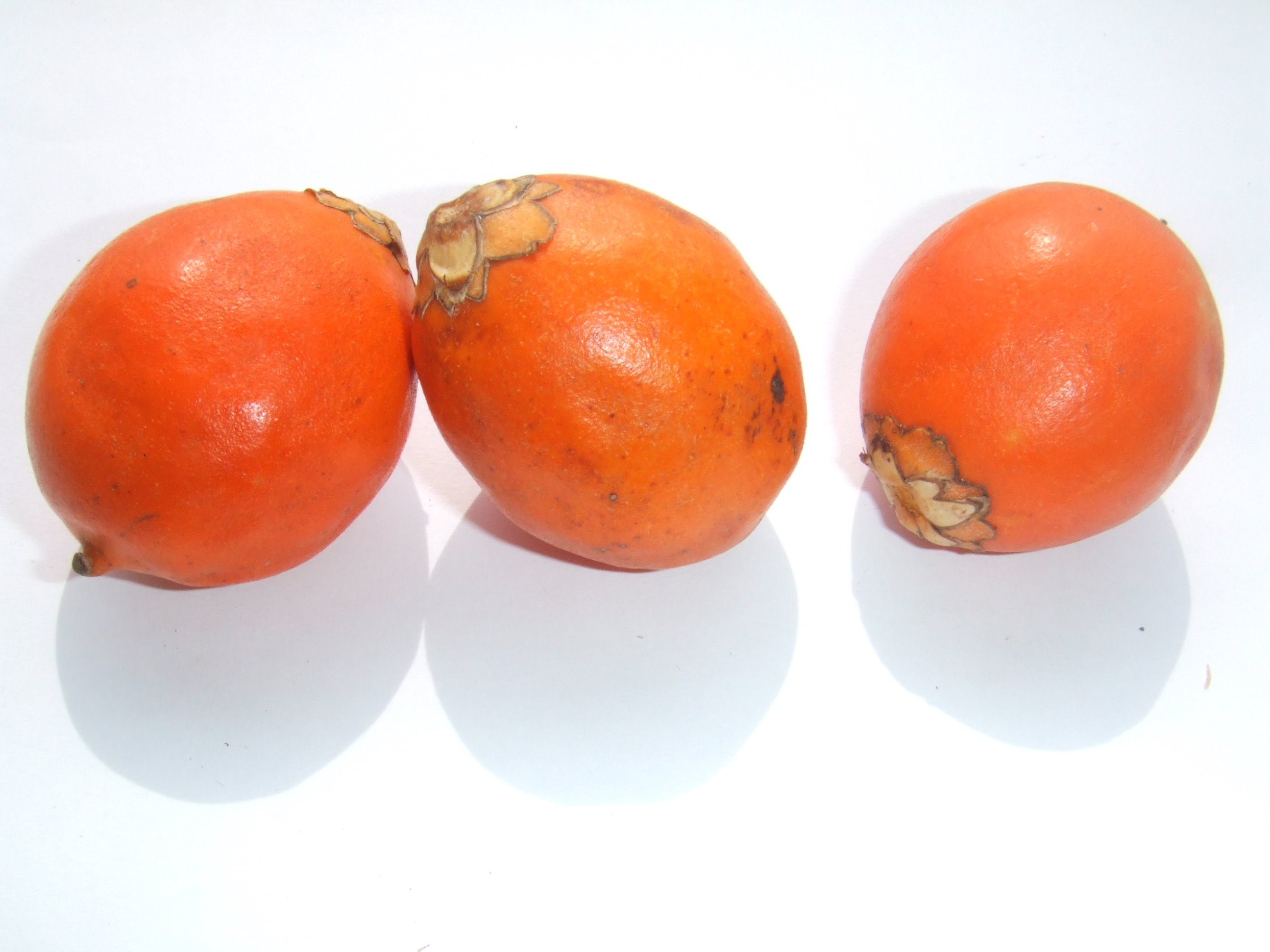
Frutos de Astrocaryum vulgare.

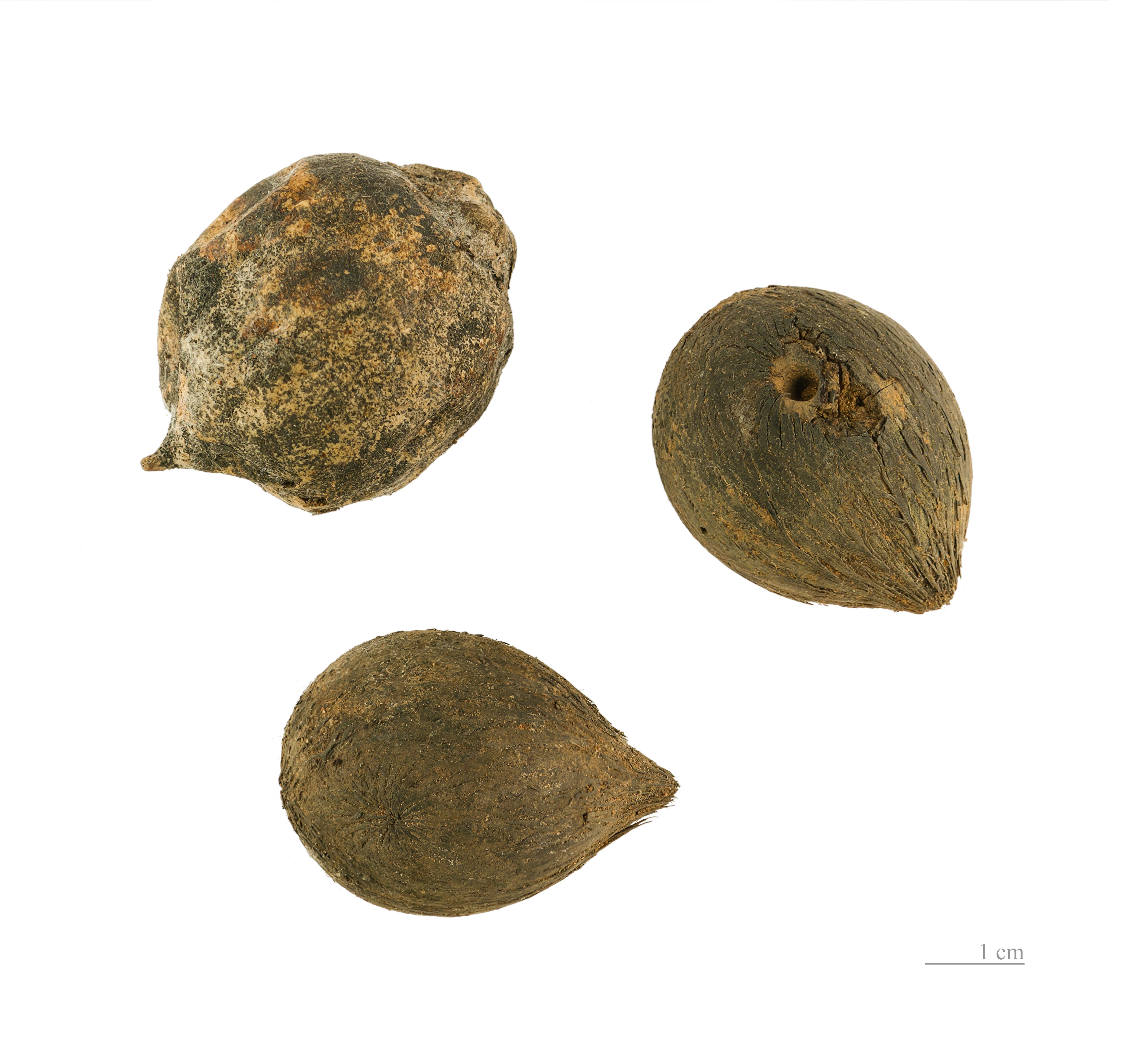
Semillas.

## Usos
En Ecuador en gran parte de la costa es una bebida ancestral, esta fruta de color rojo y de corteza dura, proviene de una palmera conociada con el nombre de "Chontilla" su bebida conocida como "chicha de chontilla" a diferencia del chontaduro, la chontilla es un grano más pequeño y su esencia se combina con plátano maduro cocinado, que le otorga el sabor dulce a la bebida. Además de su sabor exquisito es rico en fibra y proteínas. La nutricionista June Orellana aseguró que el consumo de chontilla es óptimo para fortalecer el sistema inmunológico. “Este fruto es rico en aminoácidos esenciales, proteínas, ácidos grasos polisaturados, omega 3 y 6. También contiene vitaminas A, C y D, además de porcentajes en carbohidratos y minerales como hierro, magnesio, fósforo y calcio”.[cita requerida]
Sus semillas se utilizan en la fabricación de collares y estos, al esforzarse, producen un sonido característico que los convierte en cascabeles o sonajas. La fibra sirve de hilo quirúrgico y para la elaboración de mochilas, hamacas y tejidos indígenas llamados turí y yanchamas.
También su semilla es utilizada sobre todo por indígenas amazónicos para hacer anillos negros, conocidos como anillos de tucum. En la década de 1800, este anillo fue utilizado como un símbolo de la unión de los esclavos e indígenas, que no podían permitirse el lujo de comprar oro. Además, el anillo era también un símbolo de la amistad y de la resistencia al orden establecido - los luchadores por la libertad. Ahora bien, estos anillos son usados por los misioneros católicos como símbolo de solidaridad con los pobres y el apoyo en la lucha por la igualdad, la justicia social y los derechos humanos.

## Taxonomía
Astrocaryum vulgare fue descrita por Carl Friedrich Philipp von Martius y publicado en Historia Naturalis Palmarum 2: 74, pl. 62–63. 1824.
Etimología
Astrocaryum: nombre genérico que deriva del griego astron = "estrella", y karion = "nuez", en referencia al patrón en forma de estrella de las fibras alrededor de los poros del endocarpio.
vulgare: epíteto latín que significa "vulgar, común".
Sinonimia
- Astrocaryum awarra Vriese
- Astrocaryum guianense Splig. ex Mart.
- Astrocaryum segregatum Drupe
- Astrocaryum tucuma Wallace
- Astrocaryum tucumoides Drupe[11][12]